# 3e régiment d'uhlans de la Garde
Pour les articles homonymes, voir 3e régiment.

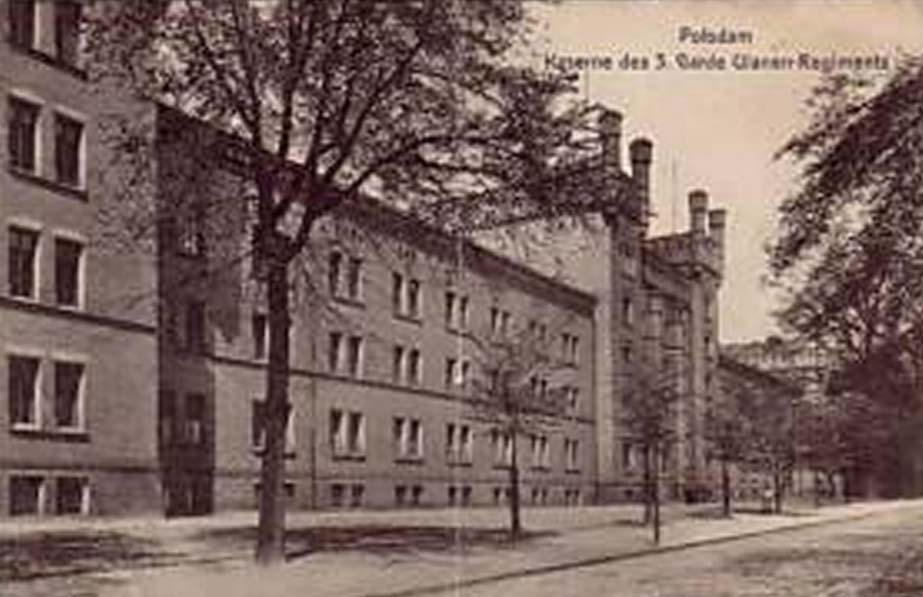
La caserne du régiment à Potsdam

Le 3e régiment d'uhlans de la Garde est un régiment de cavalerie de l'armée prussienne.

## Histoire
Le régiment est formé le 7 mai 1860 à partir de prélèvements des unités des Gardes du Corps, des cuirassiers de la Garde et du 1er régiment d'uhlans de la Garde (quatre escadrons) et est stationné à Potsdam. Jusqu'au 4 juillet 1860, il porte le nom de régiment combiné d'uhlans de la Garde et reçoit ensuite sa désignation finale de 3e régiment d'uhlans de la Garde.
En septembre 1866, en raison de tensions avec l'Autriche-Hongrie, le régiment est renforcé d'un autre escadron. La dernière fois que le régiment est renforcé par un autre escadron, c'est en avril 1867.
Avec le 1er régiment d'uhlans de la Garde, ils forment la 2e brigade de cavalerie de la Garde jusqu'au début de la Première Guerre mondiale.

### Guerre austro-prussienne
Dans la guerre contre l'Autriche, les uhlans combattent d'abord avec des parties des 3e et 4e escadrons le 26 juin 1866 près de Braunau. Il est utilisé dans la bataille de reconnaissance près de Czerwena-Hora, à la bataille de Soor et lors de la bataille de Sadowa.

### Guerre franco-prussienne
Pendant la guerre franco-prussienne, la cavalerie joue un rôle plus important. Par conséquent, le régiment est impliqué dans plusieurs escarmouches et batailles. Il est utilisé à Buzancy, Bar et Carignan en 1870/71, combat à la bataille de Sedan et participe au bombardement de Montmédy. Les uhlans sont aussi à Pierrefitte, Stains, L'Isle-Adam, ainsi qu'au siège de Paris. Ils ont alors leurs quartiers à Gisors et de là effectuaient les opérations à Forêt-la-Folie et à Vernon.

### Première Guerre mondiale
Pendant la Première Guerre mondiale 1914/18, le régiment est subordonné de la division de cavalerie de la Garde et à la division de la Baltique.

### Après-guerre
Après la fin de la guerre, le régiment est démobilisé en 1919 puis dissous. La tradition est reprise dans la Reichswehr par décret du 24 août 1921 du chef du commandement de l'armée général de l'infanterie Hans von Seeckt, par l'escadron d'entraînement du 4e régiment (prussien) de cavalerie à Potsdam.

## Uniforme

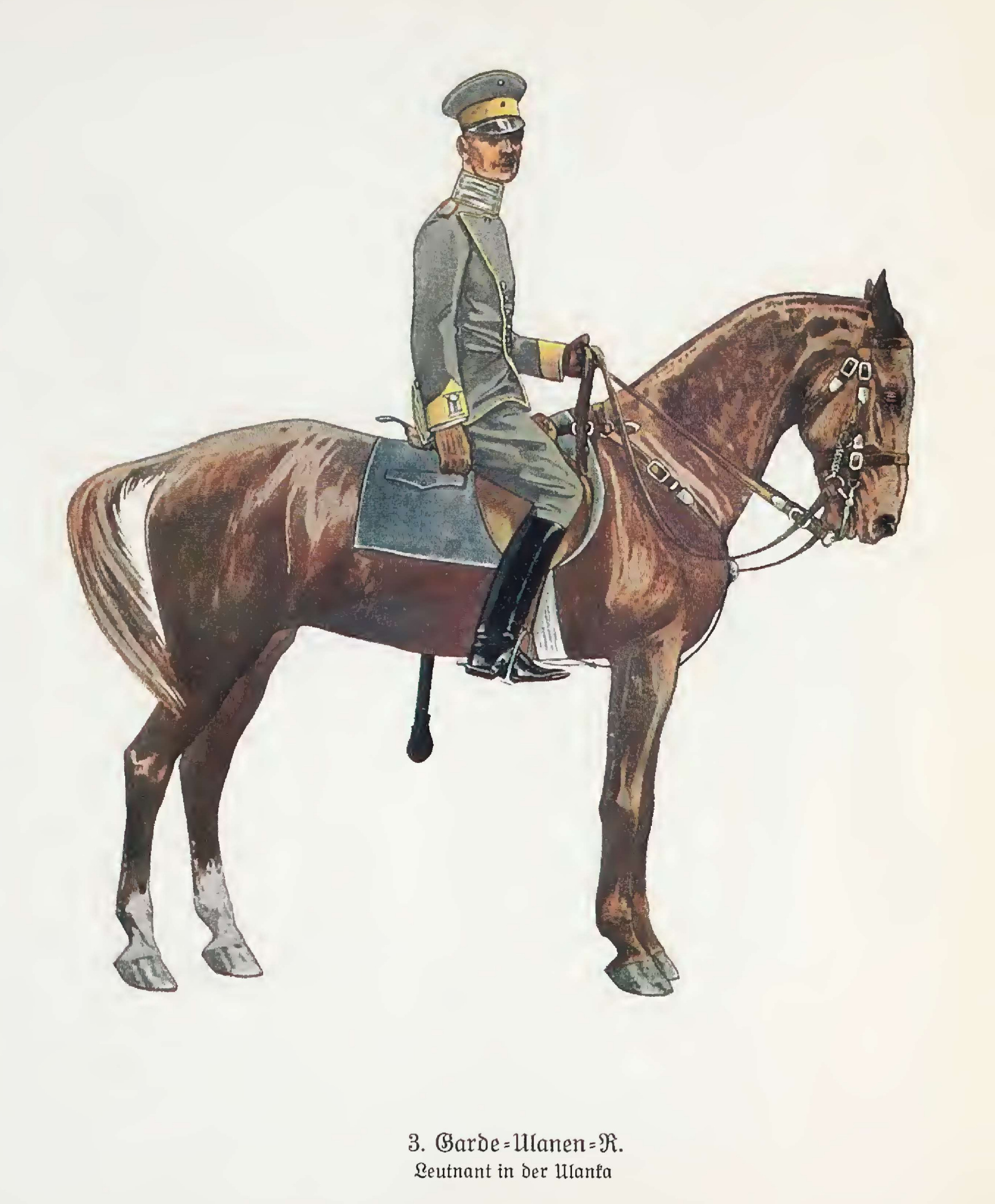
Lieutenant du régiment en grise de campagne (1915)

Vers 1900, l'uniforme du régiment se compose d'un col jaune citron, de rabais de défilé, de revers, d'avances, de galons et de boutons blancs. Les épaulettes sont jaune citron sur le support et sur le terrain. L'emblème du chapska est un aigle de garde en argent avec une étoile.

## Commandants
| Grade                       | Nom                                         | Date                                 |
| --------------------------- | ------------------------------------------- | ------------------------------------ |
| Major/Oberstleutnant/Oberst | Richard von Mirus (de)                      | 12 mai 1860 au 29 octobre 1866       |
| Oberstleutnant/Oberst       | Frédéric-Guillaume de Hohenlohe-Ingelfingen | 30 octobre 1866 au 22 mai 1871       |
| Oberstleutnant/Oberst       | Hermann von Schenck                         | 24 juin 1871 au 15 juin 1875         |
|                             | Theodor von Schlieffen                      | 15 juin 1875 au 21 mars 1882         |
|                             | Adolf von Bülow                             | 22 mars 1882 au 13 février 1885      |
|                             | Viktor von Kleist                           | 14 février 1885 au 22 décembre 1889  |
|                             | Kurt Nikisch von Rosenegk                   | 23 décembre 1889 au 15 février 1892  |
|                             | Viktor von Hennings (de)                    | 16 février 1892 au 13 mai 1894       |
|                             | Ernst von Natzmer                           | 14 mai 1894 au 14 juin 1898          |
|                             | Hans von Dittmar                            | 15 juin 1898 au 13 septembre 1900    |
|                             | Georg von der Marwitz                       | 14 septembre 1900 au 18 octobre 1905 |
| Oberstleutnant/Oberst       | Friedrich von Mennenthin                    | 19 octobre 1905 au 21 mars 1910      |
|                             | Carl von der Goltz                          | 22 mars 1910 au 30 septembre 1913    |
| Major/Oberstleutnant        | Hans von Tschirschky und Bögendorff (de)    | 1er octobre 1913 à mars 1918         |